# 専門学校名古屋ホスピタリティ・アカデミー
専門学校名古屋ホスピタリティ・アカデミー（せんもんがっこうなごやホスピタリティ・アカデミー）は、愛知県名古屋市中区栄にある専門学校。学校法人21世紀アカデメイアが運営する。

## 概要
観光・ホテルに関する事柄を学ぶ専門学校である。観光系として旅行・航空・鉄道サービス、ホテル系としてホテル・ブライダルの各学科を設置している。同じ形態の学校である専門学校東京ホスピタリティ・アカデミー・専門学校大阪ホスピタリティ・アカデミー・専門学校福岡ホスピタリティ・アカデミーは姉妹校と位置づけられている。
資格の取得率、就職の内定率が全国トップクラスの実績。
旅行・鉄道サービスの2学科は、1年生前期の大半が難関国家資格の国内・総合の両旅行業務取扱管理者のための授業に割り当てられている他、7月下旬から10月上旬までの間、この資格の取得のためにゼミが行われるため、この期間中の1年生は土・日曜日とお盆のみが休みとなり、授業も9時から18時10分まで行われる（通常の授業時間は9時20分から16時30分）。
入学半年間で全国屈指の合格率の高さを誇り、ホームページ上でもそれがアピールされている。
また、高校生を対象にした国内旅行業務取扱管理者ゼミが毎年夏休みに行なわれている。

## 学科編成
ブライダル学科
- ウエディングプランナーコース
- ドレススタイリストコース

ホテル学科
- ホテルコース
- ホテルフロントコース
- レストランサービス&バーテンダーコース

旅行学科
- トラベルコース
- 観光マネジメントコース
- ITコース

エアライン学科
- キャビンアテンダントコース
- グランドスタッフコース
- グランドハンドリングコース

鉄道サービス学科
- 鉄道サービスコース
- ITコース

グローバル語学学科
- 英語コース
- 英語・韓国語コース
- 英語・中国語コース
- 資格検定

## 主な取得資格
- 国内旅行業務取扱管理者
- 総合旅行業務取扱管理者
- 旅行地理検定
- 実用英語技能検定
- ビジネス実務マナー検定
- 秘書技能検定
- 日本語ワープロ検定
- AXESS検定
- 観光英語検定
- 世界遺産検定
- 普通自動車免許

## 行事
- 入学式・新入生合宿（4月、伊良湖）
- 旅行業務取扱管理者集中対策ゼミ（7月中旬～10月中旬）(1年生を対象）
- 海外研修旅行（9月、ハワイ・アジアなど）（2022年時点では新型コロナウイルスの影響により行われていない）
- 体育祭、学園祭（11月）
- 業界EXPO（11月下旬）
- 添乗実習旅行（北陸・四国）
- 鉄道研修旅行（2月、九州）
- 鉄道お出かけ授業（不定期）
- 卒業式（3月）

## 主な就職先
JR東海ツアーズ・ツーリストサービス・PTS・JR西日本交通サービス・名古屋東急ホテル・全日警 ドンキホーテなど。

## 所在地
- 愛知県名古屋市中区栄五丁目11番29号

## 交通手段
- 名古屋市営地下鉄名城線の矢場町駅下車、徒歩で約5分。
- 名古屋市営地下鉄東山線・名城線の栄駅下車、徒歩で約15分。

## 周辺
学校周辺には、名古屋PARCO・松坂屋名古屋店・ラシック・オアシス21などの商業施設がある。

## 姉妹校

### 東京アカデメイア
- 専門学校東京デザイナー・アカデミー
- 専門学校東京ビジュアルアーツ・アカデミー
- 専門学校東京ビジネス・アカデミー
- 専門学校東京ホスピタリティ・アカデミー
- 専門学校東京クールジャパン・アカデミー
- 東京ランゲージ・アカデミー

### 名古屋アカデメイア
- 専門学校名古屋デザイナー・アカデミー
- 専門学校名古屋ビジュアルアーツ・アカデミー
- 専門学校名古屋ビジネス・アカデミー

### 大阪アカデメイア
- 専門学校大阪デザイナー・アカデミー
- 専門学校大阪ビジュアルアーツ・アカデミー
- 専門学校大阪ビジネス・アカデミー
- 専門学校大阪ホスピタリティ・アカデミー

### 福岡アカデメイア
- 専門学校福岡デザイナー・アカデミー
- 専門学校福岡ビジュアルアーツ・アカデミー
- 専門学校福岡ビジネス・アカデミー
- 専門学校福岡ホスピタリティ・アカデミー